# 科特梅耶山
科特梅耶山（英語：Kottmeier Mesa），是南極洲的山峰，位於維多利亞地的斯科特海岸，處於湯姆遜山西北面5.2公里，屬於阿斯加德山脈的一部分，海拔高度2,120米，現時由南極條約體系管理。